# Shōkei Ten'yū

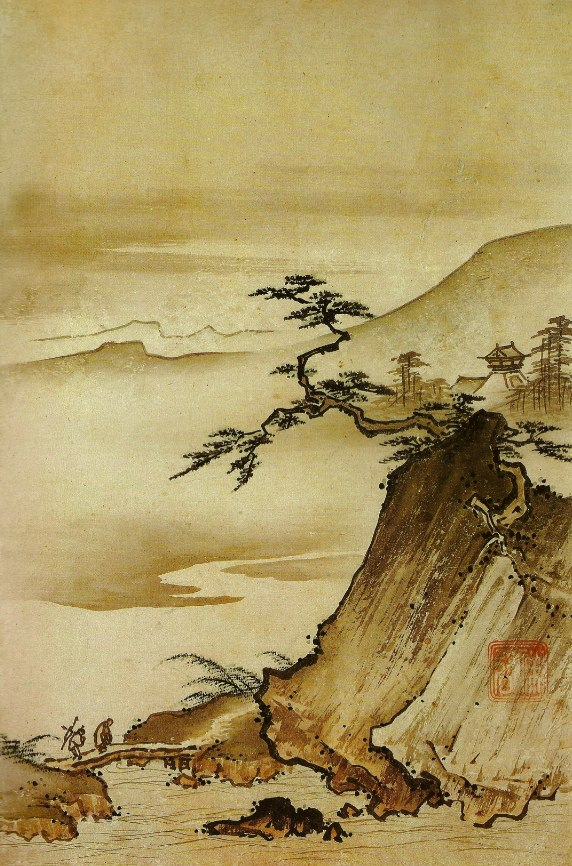
Cloche dans la brume au crépuscule par Shōkei Ten'yū.

Shōkei Ten'yū, est un peintre japonais des XVe et XVIe siècles. Ses dates de naissance et de décès ainsi que ses origines ne sont pas connues. 

## Biographie
Shōkei Ten'yū est un peintre à l'encre suiboku de l'époque Muromachi, sa vie est inconnue et il se peut qu'il ne fasse qu'un avec le peintre Eiga (actif vers 1310). Cette allégation n'est guère plausible, elle semble contredite par les dates trop éloignées les unes des autres.

## La peinture de paysage
Au tout début du XVe siècle, Taikō Josetsu et ses disciples forment un petit groupe qui gravite autour d'un temple de Kyoto, le Shōkoku-ji; ils peignent au bas de longs rouleaux verticaux pieusement encombrés de poèmes shigajiku (rouleau de peinture et de poésie) des images délicatement bucoliques : ermitages blottis dans les bambouseraies, cascades capricieuses, cabanes de pêcheurs, les pieds dans l'eau, tournées vers un invisible horizon. Le ton change radicalement avec Senka (actif au XVe siècle), Shōkei Ten'yū, et surtout avec le prodigieux et mystérieux Shūbun. Cloche dans la brume au crépuscule de Shōkei Ten'yū en est un exemple.
Shōkei se met à l'école des grands maîtres des Song du Sud, Ma Yuan et Hsian Kui. Fervent adepte du trait de pinceau dit « à-la-grande-hache », il pousse en son temps plus loin qu'aucun autre la stylisation des formes. Ses arbres aux contorsions impossibles sont un régal pour l'œil. Son goût un peu théâtral des contrastes ne cause aucune gêne, mais frappe surtout ici, par la sincérité d'un cœur qui répugne à contraindre ses élans.

## Attribution incertaine

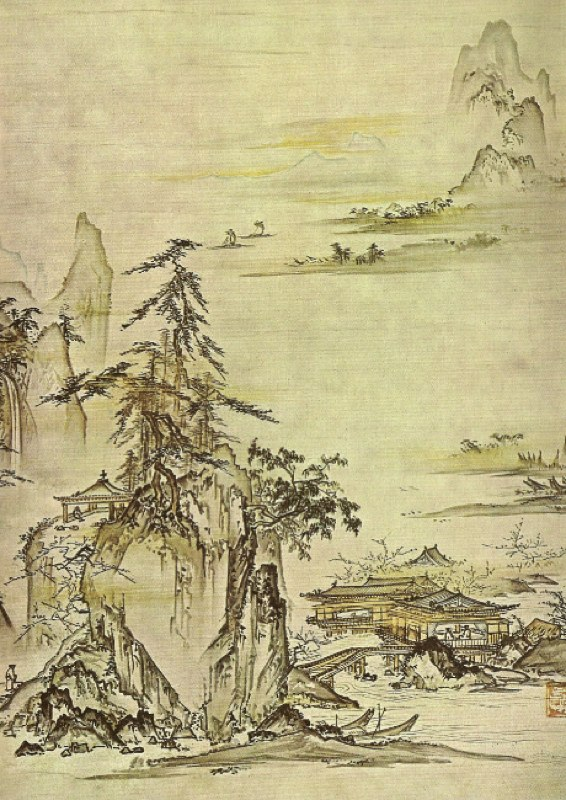
Paysage (Kozan-Shōkei) par Shōkei Ten'yū.

Le paysage intitulé Paysage (Kozan-Shōkei), est une vue de montagne donnant sur un lac d'après une strophe poétique inscrite sur la partie supérieure, (calligraphie supprimée de la planche). Malgré la tradition qui attribue cette peinture à la main de Shūbun, on croit reconnaître aujourd'hui dans le cachet rouge, posé en bas à droite, la marque de Shōkei Ten'yū, artiste de son école. Cependant, la délicatesse du trait, l'effet spatial de la composition panoramique et l'harmonie des touches légères d'or et de bleu rangent ce tableau au milieu du XVe siècle parmi les chefs-d'œuvre du style de Shūbun.

## Musées
- Kōbe Musée des beaux-arts Hakutsuru :
  - Cloche dans la brume au crépuscule, encre et couleurs sur papier de 36 × 23 cm.
- Tokyo (collection Ishii Yūshi) :
  - Paysage (Kozan-Shōkei), Rouleau vertical, encre et couleurs légères sur papier. (largeur : 34,4 cm).